# هيليوس (أسطورة)

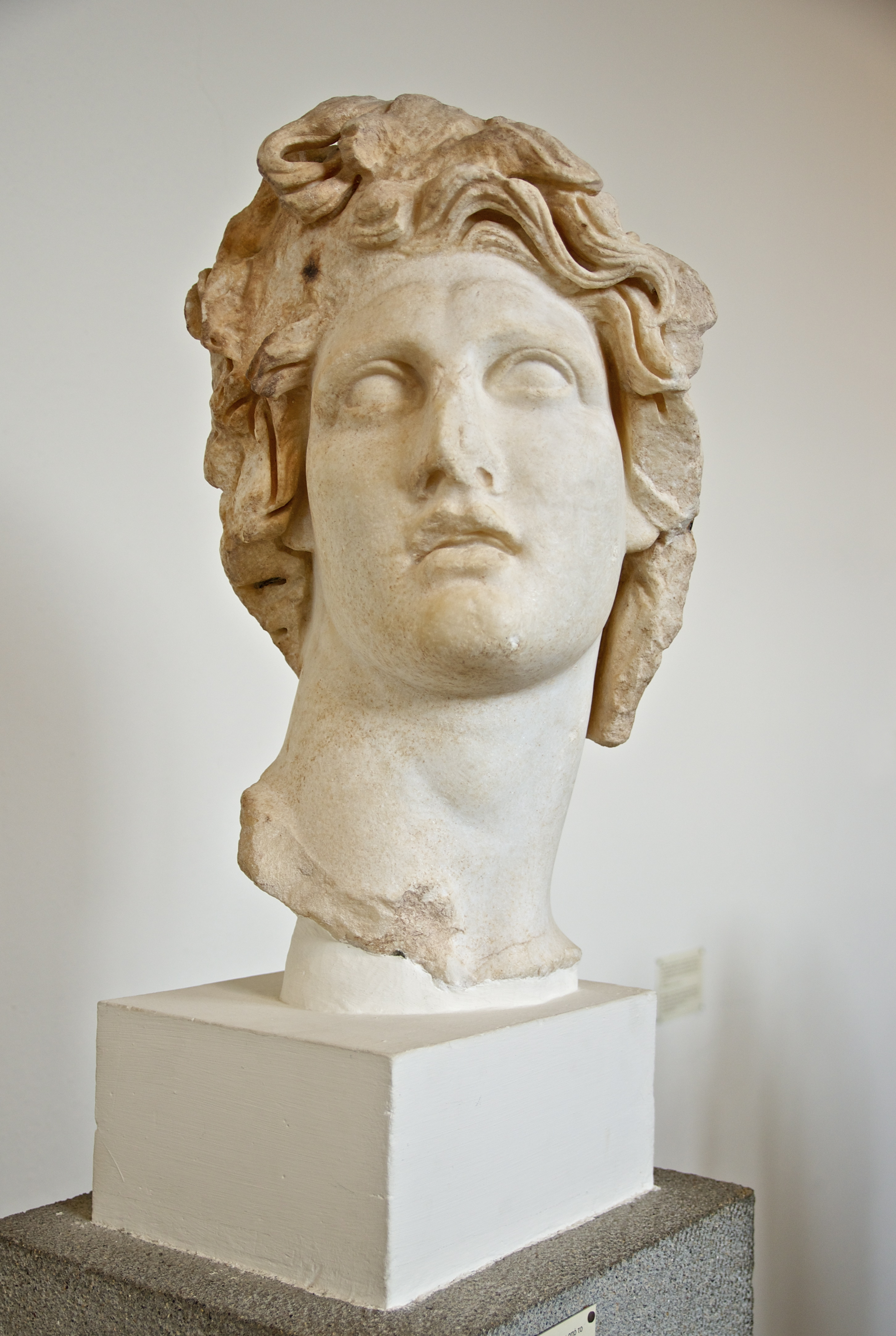
تمثال يجسد رأس هيليوس في متحف رودس.

هيليوس (بالإغريقية: تعني شمس Ἥλιος) هو اسم إله الشمس في الأساطير الإغريقية. وهو ابن الجبار هايبريون والجبارة ثيا (وفقاً لكتابات هسيود) وهو أخ سيليني إلهة القمر وإيوس إلهة الفجر.